# شجرة الهالووين
شجرة الهالووين هي رواية خيالية من عام 1972 للمؤلف الأمريكي راي برادبري، يتتبع فيها تاريخ الساوين والهالووين.

## ملخص الحبكة
تنطلق مجموعة من ثمانية أولاد في لعبة طلب الحلوى في الهالووين، ليكتشفوا أن صديقهم التاسع، بيبكن، قد أُخِذ بعيدًا في رحلة قد تحدد هل سيعيش أم سيموت. من خلال مساعدة شخصية غامضة تُدعى كارباسي كرافيكل موندس شراود، يتابعون صديقهم عبر الزمان والمكان في الثقافات المصرية القديمة، واليونانية القديمة، والرومانية القديمة، والدرويدية الكلتية، وكاتدرائية نوتر دام في باريس العصور الوسطى، ويوم الموتى في المكسيك. على طول الطريق، يتعلمون أصول العيد الذي يحتفلون به، والدور الذي لعبه الخوف من الموت والأشباح والأماكن المسكونة في تشكيل الحضارة. تُعتبر شجرة الهالووين نفسها، بأفرعها العديدة المُحمَّلة بفوانيس اليقطين، استعارة للالتقاء التاريخي لهذه التقاليد.

## خلفية
يعود أصل الرواية إلى عام 1967 بصفتها سيناريو لتعاون لم يُنتَج مع صانع الرسوم المتحركة تشاك جونز. في عام 1993، كتب برادبري وروى بصوته نسخة روائية طويلة مع الرسوم المتحركة للتلفزيون، والتي فاز عنها بجائزة إيمي. جُمعت طبعة محدودة من «نص المؤلف المفضل» للرواية عام 2005 وحُررت بواسطة دون أولبرايت. تضمنت هذه الطبعة أيضًا سيناريوهَي 1967 و1992.
أهدى برادبري شجرة الهالووين لمانها غاريو دومباسل (1898-1999)، وهي كاتبة ومترجمة فرنسية كانت جدة الممثلة والمغنية أرييل دومباسيل من ناحية الأم، وزوجة موريس غاريو دومباسل، السفير الفرنسي في المكسيك.

## الرسوم التوضيحية
وضع جو موغنايني الرسوم التوضيحية لـشجرة الهالووين، وهو واحد من متعاونين عديدين مع برادبري على مر السنين. وضع موغنايني الرسوم التوضيحية للعديد من روايات برادبري، وكان برادبري يمتلك العديد من الأمثلة على أعمال موغنايني الفنية.

## الإعداد لفيلم الرسوم المتحركة
كتب برادبري السيناريو بالاستناد إلى الكتاب. حصل سيناريو شجرة الهالووين الذي كتبه على جائزة إيمي لعام 1994 عن الكتابة المتميزة في مجال الرسوم المتحركة.

## ديزني لاند
في 31 أكتوبر عام 2007، حضر برادبري عرض تقديم شجرة الهالووين في ديزني لاند بكاليفورنيا، والذي أُدرج كجزء من زينة الهالووين السنوية في جميع أنحاء الحديقة.